# Rimo Kangri III
Der Rimo Kangri III (auch Rimo III) ist ein Berg im Rimo Muztagh im östlichen Teil des Karakorums im indischen Unionsterritorium Ladakh.

## Lage
Der Rimo Kangri III besitzt eine Höhe von 7233 m. Er befindet sich etwa 2,4 km nördlich des Rimo Kangri I (7385 m) und dessen Nebengipfel Rimo Kangri II (7373 m), mit denen er über einen Grat verbunden ist. Die Schartenhöhe beträgt 615 m. An seinem Nordhang liegt der Mittlere, am Südosthang der Südliche Rimogletscher. Am Südwesthang des Berges strömt der Nördliche Teronggletscher.

## Besteigungsgeschichte
Der Berg wurde am 14. Juli 1985 von den beiden Briten Dave Wilkinson und Jim Fotheringham über den Nordostgrat erstbestiegen.

## Nebengipfel
Der Rimo Kangri III besitzt mehrere Nebengipfel:
Der 7169 m hohe Rimo Kangri IV (⊙) befindet sich 1,6 km östlich und stellt aufgrund seiner geringen Schartenhöhe von 329 m einen Nebengipfel dar.
1,95 km weiter nordnordöstlich liegt der 6882 m hohe Rimo Kangri V (⊙) mit einer Schartenhöhe von 262 m.
Nochmals 2,59 km nordnordwestlich befindet sich der Rimo Kangri VI (⊙) mit einer Höhe von 6846 m und einer Schartenhöhe von 446 m.